# Схизонепета многонадрезанная
Схизонепета многонадрезанная (лат. Schizonepeta multifida) — многолетнее травянистое растение; вид рода Схизонепета (Schizonepeta) семейства Яснотковые (Lamiaceae).
Встречается в Сибири, на Дальнем Востоке, в Монголии и Китае.
Растёт в степной зоне и прилегающих частях лесной, по лугам, по открытым травянистым и каменистым склонам речных берегов, холмов и гор; в горах поднимается до края лесной растительности.

## Ботаническое описание
Корень деревянистый, продольно расщепляющийся, переходящий в деревянистое корневище.
Стебли прямостоячие или восходящие высотой 15—60 см, простые, опушенные, маловетвистые.
Листья черешковые, пластинка листа 1,5—6 см длиной и 1—4 см шириной. Нижние розеточные листья цельные, крупнозубчатые, более менее равные пластинке, от округлых до продолговато яйцевидных. Стеблевые листья, перисто надрезанные или рассечённые на широкие доли, с 3—7 цельнокрайными, тупыми, реже острыми сегментами или долями, сверху покрыты рассеянными волосками, снизу волосистые по жилкам и ямчатожелезистые.
Соцветие из ложных 8—20 цветковых мутовок, колосовидное, обычно плотное, реже рыхловатое, 3—15 см длиной. Цветки сине-фиолетовые, снаружи опушенные, до 1 см длиной. Прицветники округло почковидно-яйцевидные с длинным хвостовидным окончанием, реснитчатые. Чашечка синеватая, ребристая. Венчик вдвое длиннее чашечки.
Плод — продолговатый бурый орешек.
Цветение в июле—августе.

## Значение и применение
В надземной части растения содержится эфирное масло (до 1—1,6%), представляющее собой жидкость светло-жёлтого цвета с приятным запахом мяты.
Листья и верхушки цветущих стеблей испытаны и одобрены в качестве пряности при обработке рыбы.
Эфирное масло пригодно для отдушки мыла.

## Таксономия
|  |                                      |  |                                                             |                                                             |                      |  | ещё 21 семейство (согласно Системе APG II) | ещё 21 семейство (согласно Системе APG II) |                           |  |  |  | ещё около 132 родов | ещё около 132 родов              |  |  |
|  |                                      |  |                                                             |                                                             |                      |  | ещё 21 семейство (согласно Системе APG II) | ещё 21 семейство (согласно Системе APG II) |                           |  |  |  | ещё около 132 родов | ещё около 132 родов              |  |  |
|  |                                      |  |                                                             | порядок Ясноткоцветные                                      |                      |  |                                            |                                            | подсемейство Котовниковые |  |  |  |                     | вид Схизонепета многонадрезанная |  |  |
|  |                                      |  |                                                             | порядок Ясноткоцветные                                      |                      |  |                                            |                                            | подсемейство Котовниковые |  |  |  |                     | вид Схизонепета многонадрезанная |  |  |
|  | отдел Цветковые, или Покрытосеменные |  |                                                             |                                                             | семейство Яснотковые |  |                                            |                                            | род Схизонепета           |  |  |  |                     |                                  |  |  |
|  | отдел Цветковые, или Покрытосеменные |  |                                                             |                                                             |                      |  |                                            |                                            |                           |  |  |  |                     |                                  |  |  |
|  |                                      |  | ещё 44 порядка цветковых растений (согласно Системе APG II) | ещё 44 порядка цветковых растений (согласно Системе APG II) |                      |  |                                            | ещё 7 подсемейств                          | ещё 7 подсемейств         |  |  |  | ещё два вида        |                                  |  |  |
|  |                                      |  |                                                             | ещё 44 порядка цветковых растений (согласно Системе APG II) |                      |  |                                            |                                            | ещё 7 подсемейств         |  |  |  |                     |                                  |  |  |